# 17e cérémonie des San Diego Film Critics Society Awards
La 17e cérémonie des San Diego Film Critics Society Awards (SDFCS Awards), décernés par la San Diego Film Critics Society, a eu lieu le 11 décembre 2012, et a récompensé les films réalisés dans l'année,.

## Palmarès

### Meilleur film
- Argo
  - Django Unchained
  - The Master
  - Happiness Therapy (Silver Linings Playbook)
  - Zero Dark Thirty

### Meilleur réalisateur
- Ben Affleck pour Argo
  - Paul Thomas Anderson pour The Master
  - Kathryn Bigelow pour Zero Dark Thirty
  - Ang Lee pour L'Odyssée de Pi (Life of Pi)
  - David O. Russell pour Happiness Therapy (Silver Linings Playbook)

### Meilleur acteur
- Daniel Day-Lewis pour le rôle d'Abraham Lincoln dans Lincoln
  - Bradley Cooper pour le rôle de Pat Solitano dans Happiness Therapy (Silver Linings Playbook)
  - John Hawkes pour le rôle de Mark O'Brien dans The Sessions
  - Hugh Jackman pour le rôle de Jean Valjean dans Les Misérables
  - Joaquin Phoenix pour le rôle de Freddie Quell dans The Master

### Meilleure actrice
- Michelle Williams pour le rôle de Margot dans Take This Waltz
  - Jessica Chastain pour le rôle de Maya dans Zero Dark Thirty
  - Helen Hunt pour le rôle de Cheryl Cohen Greene dans The Sessions
  - Jennifer Lawrence pour le rôle de Tiffany Maxwell dans Happiness Therapy (Silver Linings Playbook)
  - Naomi Watts pour le rôle de Maria dans The Impossible (Lo imposible)

### Meilleur acteur dans un second rôle
- Christoph Waltz pour le rôle du Dr King Schultz dans Django Unchained
  - Alan Arkin pour le rôle de Lester Siegel dans Argo
  - Philip Seymour Hoffman pour le rôle de Lancaster Dodd dans The Master
  - Matthew McConaughey pour le rôle de Joe Cooper dans Killer Joe
  - Christopher Walken pour le rôle de Hans Kieslowski dans Sept psychopathes (Seven Psychopaths)

### Meilleure actrice dans un second rôle
- Emma Watson pour le rôle de Sam dans Le Monde de Charlie (The Perks of Being a Wallflower)
  - Amy Adams pour le rôle de Peggy Dodd dans The Master
  - Samantha Barks pour le rôle de Éponine dans Les Misérables
  - Anne Hathaway pour le rôle de Fantine dans Les Misérables
  - Rebel Wilson pour le rôle de Fat Amy dans The Hit Girls (Pitch Perfect)

### Meilleure distribution
- Le Monde de Charlie (The Perks of Being a Wallflower)
  - Argo
  - Django Unchained
  - Les Misérables
  - Sept psychopathes (Seven Psychopaths)

### Meilleur scénario original
- The Master – Paul Thomas Anderson
  - La Cabane dans les bois (The Cabin in the Woods) – Joss Whedon et Drew Goddard
  - Django Unchained – Quentin Tarantino
  - Moonrise Kingdom – Wes Anderson et Roman Coppola
  - Take This Waltz – Sarah Polley

### Meilleur scénario adapté
- Argo – Chris Terrio
  - L'Odyssée de Pi (Life of Pi) – David Magee
  - Lincoln – Tony Kushner
  - Le Monde de Charlie (The Perks of Being a Wallflower) – Stephen Chbosky
  - Happiness Therapy (Silver Linings Playbook) – David O. Russell

### Meilleurs décors
- Cloud Atlas – Hugh Bateup et Uli Hanisch
  - Anna Karenina – Sarah Greenwood
  - Argo – Sharon Seymour
  - Les Misérables – Eve Stewart
  - Moonrise Kingdom – Adam Stockhausen

### Meilleure photographie
- L'Odyssée de Pi (Life of Pi) – Claudio Miranda
  - Les Bêtes du sud sauvage (Beasts of the Southern Wild) – Ben Richardson
  - Django Unchained – Robert Richardson
  - The Master – Mihai Malăimare Jr.
  - Les Misérables – Danny Cohen

### Meilleur montage
- Argo – William Goldenberg
  - Cogan: Killing Them Softly – Brian A. Kates et John Paul Horstmann
  - L'Odyssée de Pi (Life of Pi) – Tim Squyres
  - The Master – Leslie Jones et Peter McNulty
  - Zero Dark Thirty – William Goldenberg and Dylan Tichenor

### Meilleure musique de film
- The Master – Jonny Greenwood
  - Argo – Alexandre Desplat
  - Les Bêtes du sud sauvage (Beasts of the Southern Wild) – Benh Zeitlin and Dan Romer
  - L'Odyssée de Pi (Life of Pi) – Mychael Danna
  - Moonrise Kingdom – Alexandre Desplat

### Meilleur film en langue étrangère
- Le Gamin au vélo  Belgique
  - Amour  Autriche /  France
  - Headhunters  Norvège
  - Holy Motors  France
  - Intouchables  France

### Meilleur film d'animation
- L'Étrange Pouvoir de Norman (ParaNorman)
  - Rebelle (Brave)
  - Frankenweenie
  - Les Cinq Légendes (Rise of the Guardians)
  - Les Mondes de Ralph (Wreck-It Ralph)

### Meilleur film documentaire
- The Invisible War
  - Bully
  - Jiro Dreams of Sushi
  - The Queen of Versailles
  - Samsara

### Body of Work
- Greig Fraser (directeur de la photographie) – Zero Dark Thirty, Cogan: Killing Them Softly, Blanche-Neige et le Chasseur (Snow White & the Huntsman)

### Kyle Counts Award
- Dan Bennett, membre émérite de la SDFCS, ancien critique du North County Times et directeur du San Diego International Children’s Film Festival